# Афганистан на летних Олимпийских играх 2008
Афганистан принимал участие в летних Олимпийских играх 2008 года, которые проходили в Пекине (Китай) с 8 по 24 августа, где его представляли 4 спортсмена в двух видах спорта: лёгкой атлетике и тхэквондо. На церемонии открытия Олимпийских игр флаг Афганистана нёс тхэквондист Несар Ахмад Бахави.
Летние Олимпийские игры 2008 для Афганистана стали самыми лучшими в истории играми — впервые была завоёвана олимпийская медаль. Знаменосец Рохулла Никпай завоевал бронзовую медаль в категории до 58 кг.

## Медали
| Бронза |                |                               |            |
| №      | Спортсмены     | Вид спорта (дисциплина)       | Дата       |
| 1      | Рохулла Никпай | Тхэквондо (мужчины, до 58 кг) | 22 августа |

## Состав и результаты

### Лёгкая атлетика
Мужчины
Беговые виды
| Соревнование | Спортсмены  | Отборочный раунд | Отборочный раунд | Отборочный раунд | Четвертьфинал        | Четвертьфинал        | Четвертьфинал        | Полуфинал            | Полуфинал            | Полуфинал            | Финал                | Финал                |
| Соревнование | Спортсмены  | Забег            | Результат        | Место            | Забег                | Результат            | Место                | Забег                | Результат            | Место                | Результат            | Место                |
| ------------ | ----------- | ---------------- | ---------------- | ---------------- | -------------------- | -------------------- | -------------------- | -------------------- | -------------------- | -------------------- | -------------------- | -------------------- |
| 100 метров   | Масуд Азизи | 4                | 11,45            | 8                | Завершил выступление | Завершил выступление | Завершил выступление | Завершил выступление | Завершил выступление | Завершил выступление | Завершил выступление | Завершил выступление |

Женщины
Беговые виды
| Соревнование | Спортсмены      | Отборочный раунд | Отборочный раунд | Отборочный раунд | Четвертьфинал         | Четвертьфинал         | Четвертьфинал         | Полуфинал             | Полуфинал             | Полуфинал             | Финал                 | Финал                 |
| Соревнование | Спортсмены      | Забег            | Результат        | Место            | Забег                 | Результат             | Место                 | Забег                 | Результат             | Место                 | Результат             | Место                 |
| ------------ | --------------- | ---------------- | ---------------- | ---------------- | --------------------- | --------------------- | --------------------- | --------------------- | --------------------- | --------------------- | --------------------- | --------------------- |
| 100 метров   | Робина Мукимьяр | 5                | 14,80            | 8                | Завершила выступление | Завершила выступление | Завершила выступление | Завершила выступление | Завершила выступление | Завершила выступление | Завершила выступление | Завершила выступление |

### Тхэквондо
Мужчины
| Соревнование | Спортсмены         | 1/8 финала          | Четвертьфинал      | Полуфинал          | Утешительный раунд | Утешительный раунд   | Финал                | Место |
| Соревнование | Спортсмены         | 1/8 финала          | Четвертьфинал      | Полуфинал          | Первый раунд       | Бой за 3-е место     | Финал                | Место |
| Соревнование | Спортсмены         | Соперник Результат  | Соперник Результат | Соперник Результат | Соперник Результат | Соперник Результат   | Соперник Результат   | Место |
| ------------ | ------------------ | ------------------- | ------------------ | ------------------ | ------------------ | -------------------- | -------------------- | ----- |
| до 58 кг     | Рохулла Никпай     | GERЛ. Тунджат В 4:3 | MEXГ. Перес П 1:2  | Не участвовал      | GBRМ. Харви В 2:1  | ESPХ. А. Рамос В 4:1 | Завершил выступление | 3     |
| до 68 кг     | Несар Ахмад Бахави | USAМ. Лопес П 0:3   | Не участвовал      | Не участвовал      | GERД. Манц П 3:4   | Завершил выступление | Завершил выступление | 7     |